# Strafanspruch des Staates
Der Strafanspruch des Staates, auch Strafmonopol des Staates genannt, ist die in einer Rechtsordnung festgeschriebene Zuständigkeit bestimmter Strafverfolgungsbehörden, Strafen gemäß den Strafgesetzen zu verhängen bzw. im Vorgriff Straftaten zu verfolgen. Der Begriff „Anspruch“ wird hier also im nicht-technischen Sinne verwendet; es handelt sich um kein subjektives Recht des Staates.
Während im Vorgriff auf das Gerichtsverfahren in der Strafgerichtsbarkeit, also das Ermittlungsverfahren, namentlich vor allem die Polizei oder die Staatsanwaltschaft den Strafanspruch durchsetzen, wird letztlich im Gerichtsverfahren – durch Rechtsprechung – der Strafanspruch des Staates durchgesetzt. Die Strafverfolgungsbehörden gewährleisten die Unversehrtheit der Rechtsordnung auf dem Gebiet der Strafverfolgung durch Inanspruchnahme der Eingriffsrechte, die dadurch Grundrechte einschränken. 
Die Selbstjustiz widerspricht in allen Rechtsordnungen von Staatsgebilden dem Strafanspruch des Staates, sofern dieser besteht. Dies ist ein Ausfluss der gegebenen Rechtsstaatlichkeit. So ist Selbstjustiz beispielsweise im deutschen Strafrecht unzulässig und kann bestraft werden, außer wenn Rechtfertigungsgründe wie z. B. bei rechtmäßig handelnden Amtsträgern geltend gemacht werden können.
Das Strafmonopol des Staates legt fest, welche Handlungen als strafbar angesehen werden und bestimmt, welche Strafen in welcher Höhe festgesetzt werden.

## Anspruch auf Strafverfolgung Dritter
In bestimmten Fällen, zum Beispiel bei Straftaten von Amtsträgern, hat aber auch der Verletzte einen Anspruch auf Strafverfolgung Dritter.